# Sibylle de Bourgogne
Ne doit pas être confondu avec Sybille de Bourgogne (duchesse de Bourgogne).
Sibylle de Bourgogne, née vers 1126 et morte le 11 septembre 1150 à Salerne, est une princesse issue de la Maison capétienne de Bourgogne, devenue reine de Sicile par son mariage avec Roger II.

## Biographie
Sibylle (parfois Sybille) est la fille du duc de Bourgogne Hugues II et de Mathilde de Mayenne.
Elle est mariée, sans doute en 1149, à Roger II de Sicile,, devenu roi de Sicile en 1130. Il s'agit de sa seconde épouse. Ils n'ont aucune descendance.
Elle meurt en couches durant l'année 1150 (pour l'historien Hubert Houben) ou le 14 septembre 1151 (pour Philip Grierson) ou encore le 19 septembre 1151 (pour Pierre Aubé), dans la ville de Salerne. Elle est inhumée dans l'abbaye de la Très-Sainte-Trinité de la Cava de' Tirreni. Le roi Roger II se remarie quelques mois après avec Beatrix de Rethel.